# Castello di Filissano
Il castello di Filissano (anche noto come castello di San Valentino) è situato nella valle del Treja su un pianoro affacciato sul Fosso di Capo Rio. Il sito nasce nel X secolo e viene abbandonato nel 1431.

## Storia
Il castello è citato in una bolla di papa Alessandro III nel 1177 dove viene indicato come Casale Filissanum e rientrava nei possedimenti del monastero di Sant'Elia Fallarense. Documenti del secolo successivo citano il castello relativamente alle decime versate alla mensa vescovile nepesina tra 1274 e 1280 e tra 1290 e 1295.
Nel 1427 castrum Filissani viene ceduto da Rainaldo di Giacomo Orsini ad Antonio Colonna; pochi anni dopo, nel 143, il sito viene confiscato da papa Eugenio IV e venne conseguentemente abbandonato.

## Descrizione
Il castello è delimitato da un fossato collegato ad una tagliata proveniente dalla valle. Le mura, che sembrano essere presenti solo sul lato del fossato, terminano a ridosso di una torre, munita di feritoie, posta a controllo della porta di accesso.
Sebbene lo stato di conservazione sia precario, è stato possibile individuare edifici, conservati anche per 5 m di altezza, strade e spiazzi. Sul lato Sud sono ancora visibili degli ambienti ipogei caratterizzati dalla presenza di un pilastro centrale e dalla presenza di un passaggio voltato costruito in blocchi. Tali ambienti sono datati tra X e XI secolo. 